# Homosexualitet i Nazityskland

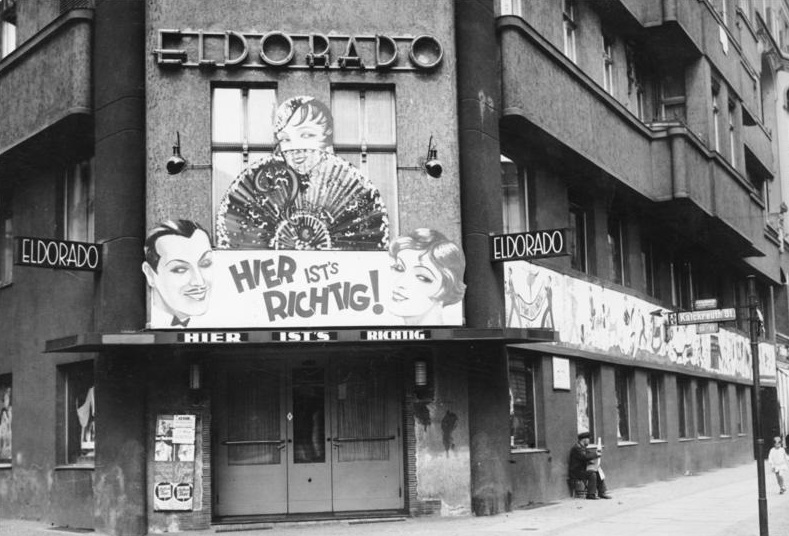
Nattklubben Eldorado, en av träffpunkterna för homosexuella i Weimarrepublikens huvudstad Berlin 1932. Klubben stängdes av nazisterna när de kom till makten 1933.

Homosexuella i Nazityskland förföljdes och tusentals sattes i koncentrationsläger. Under Weimarrepubliken (1919–1933) hade homosexuella levt relativt öppet, men när nazisterna tog makten 1933 förbjöds homosexuellas intresseorganisationer. Barer och restauranger som var mötesplatser för homosexuella stängdes, manliga homosexuella fängslades och många sändes till koncentrationsläger. De lesbiska bedömdes inte vara ett lika stort hot mot Tredje riket men de ansågs opatriotiska som inte gifte sig och födde barn. Ett fåtal homosexuella kvinnor sattes därför i läger som ”asociala”. 
Över 100 000 homosexuella män registrerades, drygt 50 000 av dem dömdes till fängelse och mellan 5 000 och 15 000 av dessa sändes efter avtjänat straff till SS:s koncentrationsläger. I koncentrationslägren var de homosexuella den mest skyddslösa gruppen, de utsattes för bestialisk behandling av SS och trakasserades dessutom av övriga fångar. Dödligheten bland homosexuella i koncentrationsläger är inte känd, men professorn i sociologi, Rüdiger Lautmann, menar att den var så hög som 60 procent.

## Från Weimarrepubliken till Tredje riket

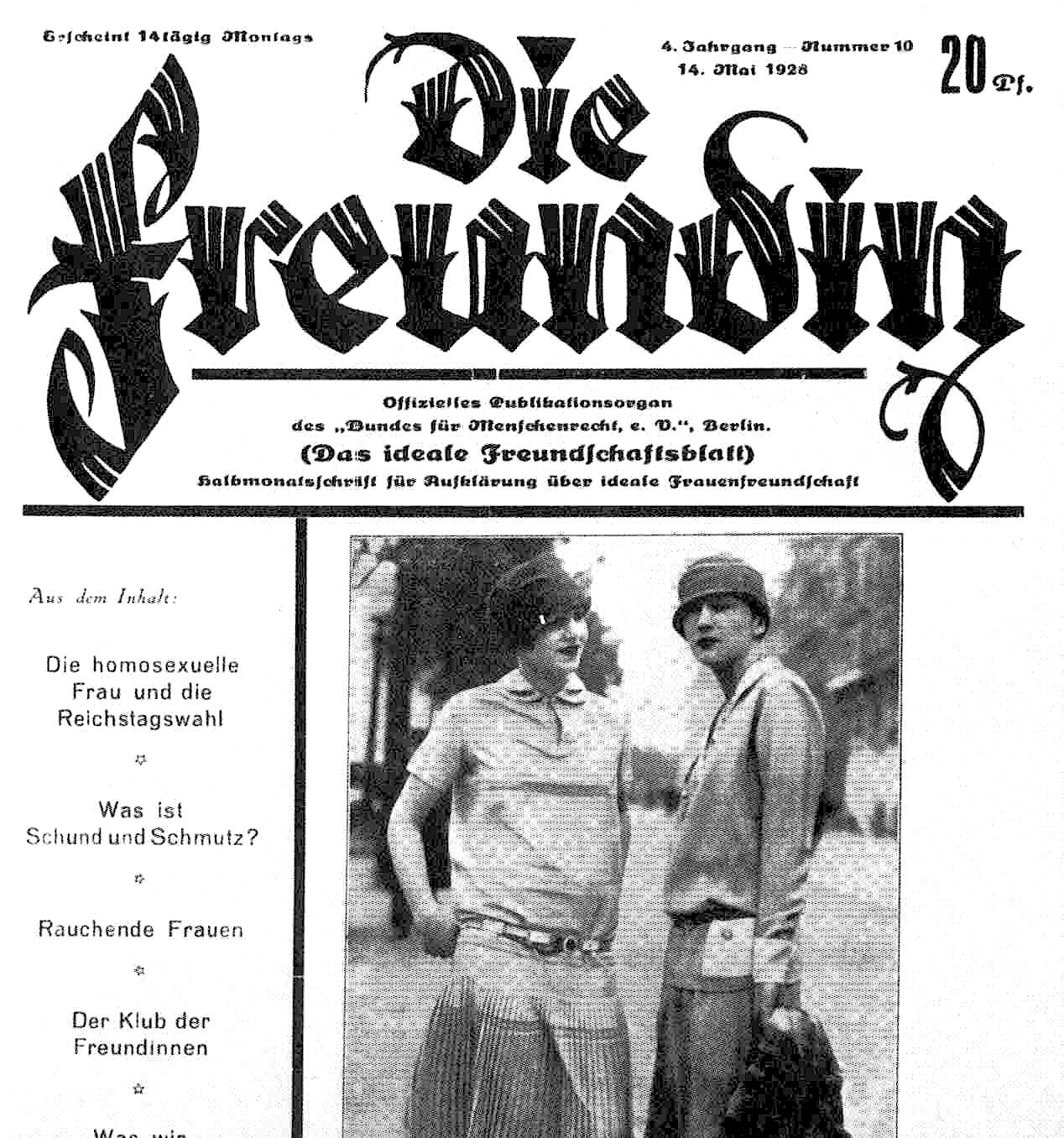
Den lesbiska tidskriften Die Freundin 1928.

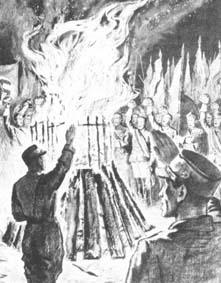
I maj 1933 brände nazisterna Sexualforskningsinstitutets bibliotek och arkiv samt böcker av judiska författare och andra böcker som ansågs otyska. Samtida teckning av Otto Gerhausen.

I början av 1900-talet hade de flesta europeiska länder lagar som kriminaliserade manlig homosexualitet; undantag var Frankrike, Italien, Spanien och Portugal (där Napoleons strafflag haft stort inflytande) och den unga Sovjetstaten. Lagar om kvinnlig homosexualitet fanns endast i Österrike, Sverige, Finland och några kantoner i Schweiz. När Italien och Portugal blev fascistiska stater på 1920-talet infördes lagar mot ”onaturlig otukt” mellan män. I Francos Spanien utvidgades lagen om lösdrivare till att omfatta homosexuella män. Det stalinistiska Sovjet införde 1934 en lag gällande manlig homosexualitet och detsamma gjorde Vichyregimen i Frankrike 1940–1944. I två länder avkriminaliserades homosexuella handlingar mellan vuxna: i Danmark 1930 (gällande från 1 januari 1933)  och i Sverige 1944. I Tyskland fanns sedan 1871 en lagparagraf, § 175, som belade ”onaturlig otukt” mellan män med fängelsestraff. När nazisterna kom till makten utvidgade och förstärkte de paragraf 175.
Före nazisternas maktövertagande, under Weimarrepubliken, kunde de homosexuella i Tyskland leva relativt öppet. I stora städer som Berlin och Hamburg där det konformistiska trycket inte var så starkt fanns många mötesplatser för homosexuella. I Berlin (som 1930 hade 4,3 miljoner invånare) fanns det 1932 cirka 300 klubbar och barer som framför allt besöktes av homosexuella. Den homosexuella rörelsen i Tyskland var under denna tid den aktivaste i världen. Den sexualliberale läkaren Magnus Hirschfeld drev Institut für Sexualwissenschaft (Institutet för sexualforskning) och den radikala människorättsorganisationen Der Bund für Menschenrecht (Förbundet för Människorätt) var aktiv. De arbetade för avskaffandet av lagen mot homosexualitet, §175, och drev opinionsbildande verksamhet kring temat "rätten till sig själv". Tidningar med namn som Das Freundschaftsblatt (Vänskapsbladet), Frauenliebe (Kvinnokärlek) och Die Freundin (Väninnan) distribuerades. 
Under Weimarrepublikens sista år agerade de konservativa alltmer emot de homosexuella, bland annat tvingades tidskriften Die Freundin upphöra med sin utgivning under en period 1928. I aggressiva pronazistiska tidningar kopplades kvinnorättsrörelsen till de lesbiska, och homosexualitet kopplades inte sällan till judarna.
Den konservativa motreaktionen övergick till ett statlig förtryck efter  nazisternas maktövertagande i januari 1933. I den rasistiska och nationalistiska tyska folkstat som nazisterna hade för avsikt att skapa var homosexualitet bannlyst. Nazisterna förde en aggressiv propaganda och polisterror gentemot homosexuella, de utvidgade §175, införde ytterligare ett antal reglementen rörande manlig homosexualitet och internerade homosexuella män i koncentrationsläger. Historikern Günter Grau har delat in nazistregimens agerande mot de homosexuella i tre perioder:
- 1933-1935. Perioden utmärktes av polisterror och stängning av klubbar och organisationer. Redan i maj 1933 genomfördes en "reningsaktion", plundring och vandalisering, på Sexualforskningsinstitutet som följdes av ett bokbål av institutets böcker och arkiv, och människorättsorganisationen Förbundet för Människorätt förbjöds vid samma tid att bedriva sina aktiviteter. Enskilda homosexuella män blev föremål för förföljelse och övergrepp av Gestapo och barer och mötesplatser utsattes för razzior och stängdes. Propagandan mot homosexuella intensifierades, framför allt 1934 efter den så kallade Röhmkuppen (Röhm-Putsch). Under kuppen mördades den homosexuelle[14][15] Ernst Röhm och SA:s ledning av SS på order av Hitler. År 1935 omformulerade och utvidgade nazisterna strafflagens § 175.[13] (se Paragraf 175 nedan)
- 1935-1939. Under perioden från instiftande av den nya § 175 fram till krigsutbrottet trappade polisen upp arresteringarna; antalet gripna och fängslade homosexuella män ökade markant. I oktober 1936 inrättades Rikscentralen för bekämpning av homosexualitet och abort (Reichszentrale zur Bekämpfung der Homosexualität und der Abtreibung) inom vilken Gestapo registrerade homosexuella och personer som utförde aborter.[16] Nazistregimen drev också vid denna tid en aggressiv kampanj mot katolska ordensbröder kallad Klosterprozesse (svenska Klosterprocessen) som understöddes av en hätsk och förljugen antihomosexuell propaganda.[13]

- 1939-1945. Under krigsåren ökade den fysiska terrorn. Deportationer av homosexuella till koncentrationsläger blev juridiskt formaliserade, dödsstraff infördes för ”allvarliga fall”, likaså infördes tvångskastrering. I november 1941 utfärdades ett dekret av Hitler kallat Erlass des Führers zur Reinhaltung von SS und Polizei (Führerns dekret om rensning inom SS och polisen) som fastställde dödsstraff för medlemmar av polisen och SS som utfört homosexuella handlingar. Himmler beordrade alla utbildningsenheter, SS och polisen att som förkämpar utrota homosexualiteten hos det tyska folket.[13]

## Paragraf 175: Lagen mot homosexualitet
Paragraf 175 i den tyska strafflagen från 1871 löd enligt följande:
- §175 Onaturlig otukt.
  - Onaturlig otukt, mellan personer av manligt kön eller mellan människa och djur, ska straffas med fängelse; ett straff som innebär förlorandet av medborgerliga rättigheter kan också tilldömas.

År 1935 ändrade den nazistiska regimen skrivningen, och lade till §175a och §175b. Ändringen innebar att en homosexuell man kunde få upp till tio års fängelse och att det inte längre bara är samlagsliknande handlingar, "onaturlig otukt", utan all slags "otukt" mellan män som kan straffas. Vad "otukt" innebar var odefinierat, det kunde betyda en kyss, en kram, en antydan. Med tillägget 175a infördes straff för en homosexuell man som missbrukat sin ställning eller förfört en ung man under 21 år och för manlig prostitution.
- §175 Otukt mellan män.
  - 1. En man som bedriver otukt med en annan man eller låter sig brukas av honom till otukt, bestraffas med fängelse.
  - 2. Om en av de medverkande vid tillfället ännu inte fyllt 21 år, kan rätten i särskilt lindriga fall bortse från straff.

- §175a Med tukthus upp till tio år, vid förmildrande omständigheter med fängelse inte under tre månader, straffas: 
  - 1. En man som tvingar en annan man, med våld eller genom hot om omedelbar fara för liv och lem, att bedriva otukt med honom eller låta sig brukas av honom för otukt;
  - 2. En man som under missbruk av ett genom tjänste-, arbets- eller underordningsförhållande uppstått beroende bestämmer att en annan man skall bedriva otukt med honom eller låta sig brukas av honom för otukt;
  - 3. En man över 21 år som förför en man under 21 år till att bedriva otukt med honom eller låta sig brukas av honom för otukt;
  - 4. En man som yrkesmässigt bedriver otukt med män, eller låter sig missbrukas till otukt eller bjuder ut sig till detsamma.
- § 175b Tidelag.
  - Onaturlig otukt mellan människa och djur ska straffas med fängelse; ett straff som innebär förlorandet av medborgerliga rättigheter kan också tilldömas.

## Män
| ”                        | Sedan århundraden, ja årtusenden, har de germanska folken, och särskilt det tyska folket, varit mansstater. Denna mansstat står dock nu i begrepp att förstöra sig själv genom homosexualitet. | „ |
| – Heinrich Himmler 1937. | |   |

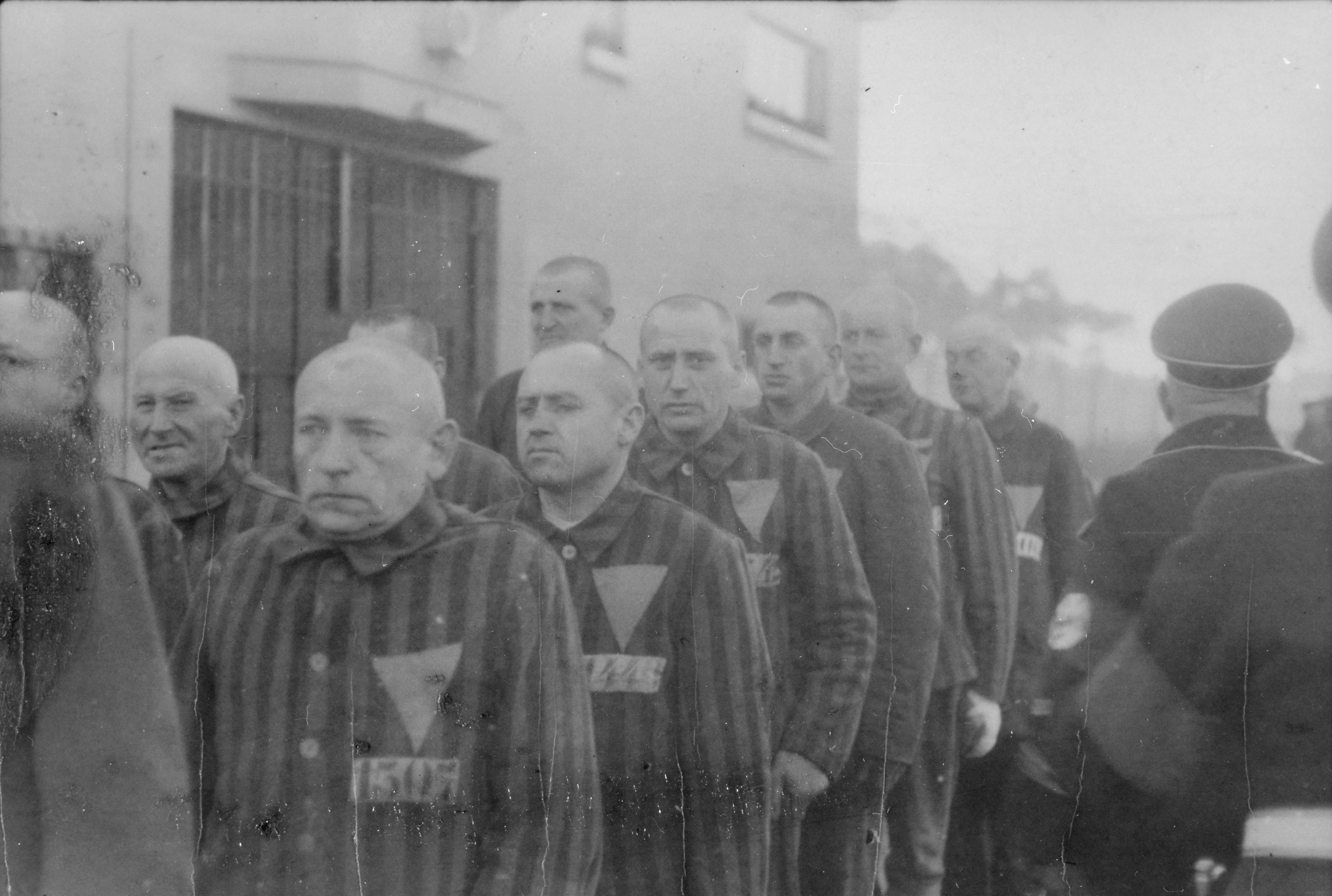
Lägerfångar med märken, Sachsenhausen, 19 december 1938.

Den rosa triangeln – märket för homosexuella män i koncentrationslägren. Den rosa triangeln med basen nedåt (▲) är sedan 1970-talet en av Priderörelsens symboler.

I nazisternas våldsförhärligande ideologi och romantiserade manskult sågs endast manlig homosexualitet som farlig och fördärvlig. Kvinnor och deras eventuella homosexualitet var dem likgiltig. En homosexuell man däremot var en skam för den ariske mannen som med SS som utvald förtrupp skulle förverkliga ett stortyskt rike. Homosexualitet ansågs förödande för den tyska maskulina karaktären och i förlängningen för hela folket. De homosexuella bedömdes som veka, svaga, fega, opålitliga och entartete; degenererade. De förförde och vilseledde unga tyska män; där fanns oroande misstankar om förekomsten av homosexuella relationer inom polisen, SS och Hitlerjugend. Homosexuella grupperingar och deras "frimureri" sågs också som en fara.
Reichsführer-SS Heinrich Himmler talade dock inte om att utrota homosexuella individer utan om att utrota homosexualiteten; han såg den homosexuelle som bärare av homosexualitet, den kunde alltså avlägsnas från individen. En man som tog avstånd från sitt homosexuella liv kunde frias i domstol. För dem som dömdes tänkte sig Himmler ”omskolning” med bland annat hårt arbete och besök på lägerbordell. Hans ”omskolning” innebar i realiteten brutala trakasserier och dödlig misshandel.
Homosexuella män förföljdes, sattes i fängelse och internerades i koncentrationsläger. Flera utsattes för medicinska experiment, många steriliserades. Andra begick självmord. Ett okänt antal mördades av SS.
I koncentrationslägren utgjorde de homosexuella en egen kategori vid sidan av fångkategorier som ”Politiska”, ”Bibelforskare”, ”Yrkesförbrytare” och ”Judar”. De homosexuella var den mest skyddslösa gruppen i lägren. De var en heterogen och splittrad grupp. De hade inte den sammanhållning eller det skyddande nätverk som fanns bland de politiska fångarna, de religiösa eller hos judarna och romerna. Utan skyddsnät utsattes homosexuella för grov misshandel av lägerpersonalen och beordrades ofta av SS till ett straffkompani med extra hårt arbete, brutal prygel och avrättningar. De trakasserades också av de andra fångarna. ”Fångarna själva frös endast ut dem som SS hade märkt med den rosa triangeln” skriver historikern Eugen Kogon. (I lägren bar de homosexuella männen en rosa triangel; se artikeln Märken för fångar i nazistiska koncentrationsläger.)
Antalet homosexuella män som blev offer för nazismen är mycket svårt att beräkna på grund av bristande dokumentation. Detta har medfört att forskare i ämnet är oense om vilka siffror som är korrekta. Det anses dock vara belagt att omkring 100 000 registrerades mellan 1937 och 1939, att mellan 50 000 och 63 000 fängslades för sin homosexualitet och att omkring 10 000 sattes i koncentrationsläger.  Räknar man med de mer okända så kallade ”träsklägren”, straffarbetsläger som var underställda justitiemyndigheterna och inte SS, kan siffran för homosexuella i koncentrations- och arbetsläger vara så hög som 100 000. Osäkerheten kring denna siffra är dock stor. Hur många homosexuella som dog i dessa läger är omöjligt att fastställa. Vad gäller de homosexuella fångarna i koncentrationslägren menar forskaren Rüdiger Lautman att 60% av dem dog; en siffra avsevärt högre än den för politiska fångar, 41%, och Jehovas vittnen, 35%.

## Kvinnor
| ”                   | Den största tjänst en kvinna kan göra folkgemenskapen är gåvan att föda rasmässigt friska barn till främjandet av nationens fortlevnad. | „ |
| – Rudolf Hess 1939. | |   |

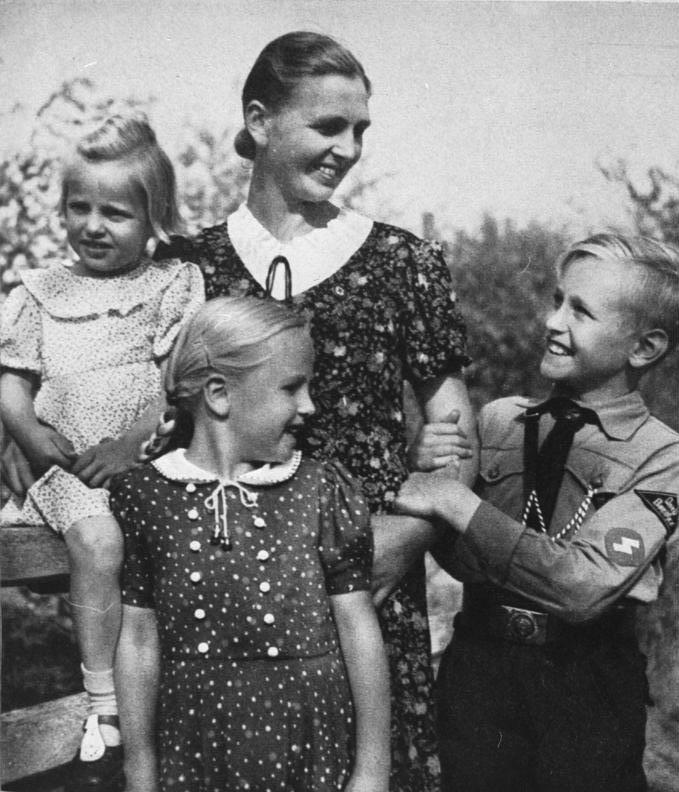
En tysk kvinna med sina barn, sonen bär Hitlerjugenduniform (1943).

En tysk "arisk" kvinna kunde, om hon fött fyra barn eller fler, få orden Das Ehrenkreuz der Deutschen Mutter (Den tyska Moderns hederskors). Orden fanns i tre grader: brons (fyra-fem barn), silver (sex-sju barn) och guld (åtta eller fler barn).
Kvinnan i Nazityskland skulle föda friska barn, ta hand om hemmet och stödja sin man. Efter nazisternas maktövertagande 1933 tvingades kvinnorna bort från socialt ansedda karriärer, inflytelserika offentliga arbeten och ledande positioner som de uppnått under 1920-talet. Nu skulle kvinnan vara Moder. En kvinna som avstod från att skaffa barn kunde till och med omnämnas som ”desertör”. För de lesbiska var detta en svår situation. De skulle utstå trakasserier för att de inte var gifta och bidrog till tillväxten av den tyska befolkningen och dessutom försörja sig på lågavlönade arbeten. En lesbisk kvinna kunde också förlora sitt arbete om hon blev angiven. Många lesbiska och homosexuella män gifte sig med varandra för att kunna leva mer skyddat.
Lesbiska sågs i den nazistiska "mansstaten" som ett mindre socialt och politiskt hot än de homosexuella männen. Vissa nazistsympatisörer menade dock att lesbiska också skulle ställas under §175 och att de utgjorde en fara då de kunde förleda "normala" kvinnor, medan andra menade att "en förledd kvinna inte är permanent avskild från normalt sexuell umgänge, utan bibehåller sin användbarhet i befolkningspolitiken."
Kvinnors homosexualitet var alltså inte kriminaliserad i Nazityskland men lesbiska kunde ändå arresteras om de på grund av sitt leverne ansågs vara en risk för den ariska rasen och nationen. Socialt utsatta kvinnor, prostituerade och politiskt oppositionella sändes till koncentrationsläger, bland dem fanns lesbiska. Det är omöjligt att bedöma hur många lesbiska som satt i läger och i vilken fångkategori, då det inte finns några tillförlitliga dokument; lesbiska räknades oftast till kategorin "asociala", men i några kända fall räknades de som ”politiska”.

## Ett möte i Flossenbürg

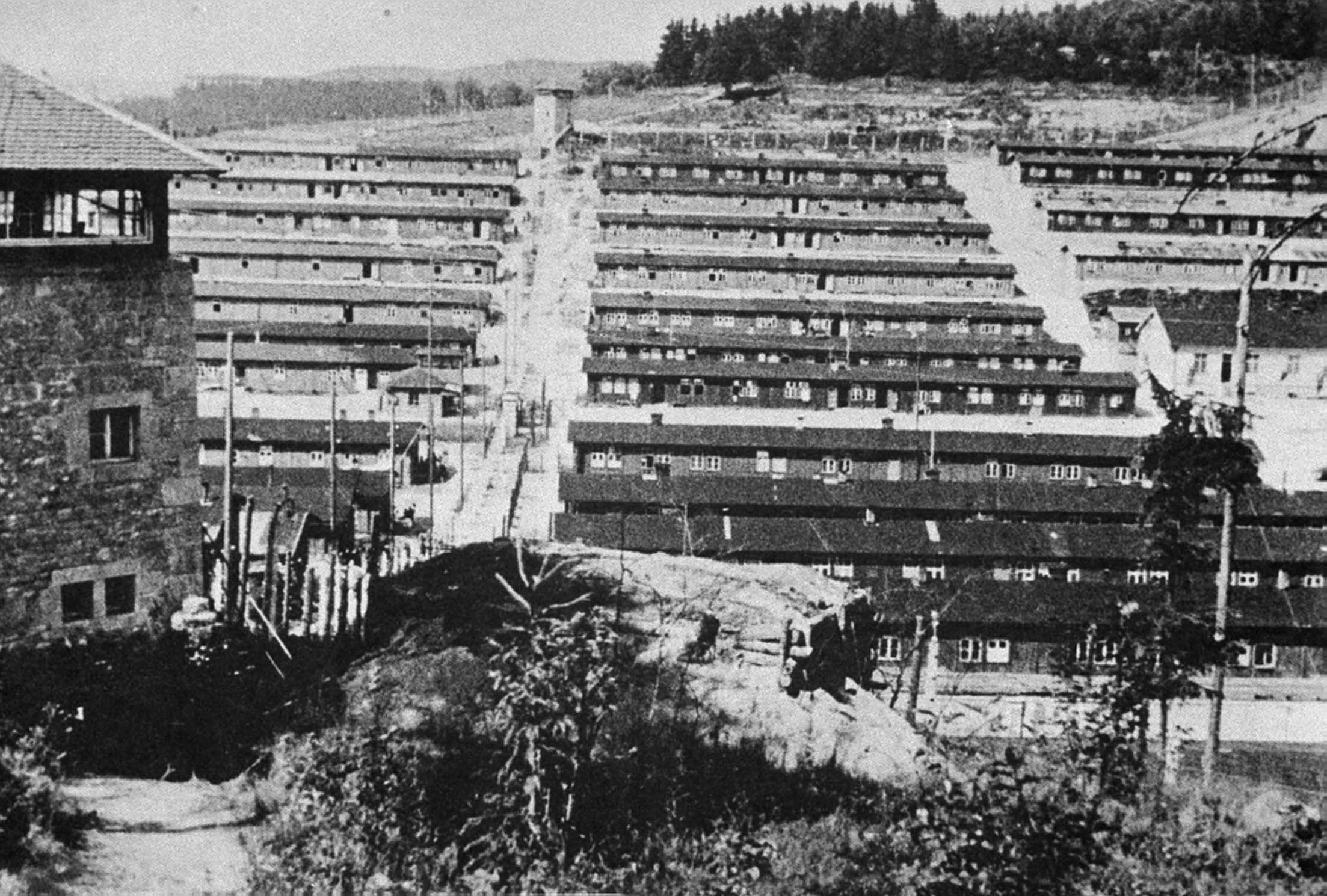
Koncentrationslägret Flossenbürg i Bayern, fotografi från 1945.

Historikern Claudia Schoppmann återger i sin bok om lesbiska i Nazityskland en intervju med den homosexuelle tidigare lägerfången Erik H som 1943 träffade lesbiska Elsie i koncentrationslägret Flossenbürg. 
Erik hade många år tidigare arresterats som homosexuell och sedan dess levt i olika fängelser och läger. I Flossenbürg beordrades han att besöka lägerbordellen, som ”omskolning”. På bordellen träffar han Elsie, en lesbisk servitris från Potsdam som där levt tillsammans med sin flickvän. Även Elsie hade arresterats på grund av sin homosexualitet och internerades som ”asocial” i koncentrationslägret Ravensbrück. Därifrån fördes hon till Flossenbürg och tvingades ”arbeta” på lägerbordellen. "Hon var den enda person jag blev vän med under dessa tio år", berättar Erik H, och tillägger att han inte vet vad som sedan hände henne.
Om kvinnorna på lägerbordellerna skriver Heinz Heger:"Totalt utslitna av de nära 2 000 kärleksakter som de hade måst utstå under sex månader, transporterades de bort för att likvideras i förintelselägret i Auschwitz." 

## Efter kriget

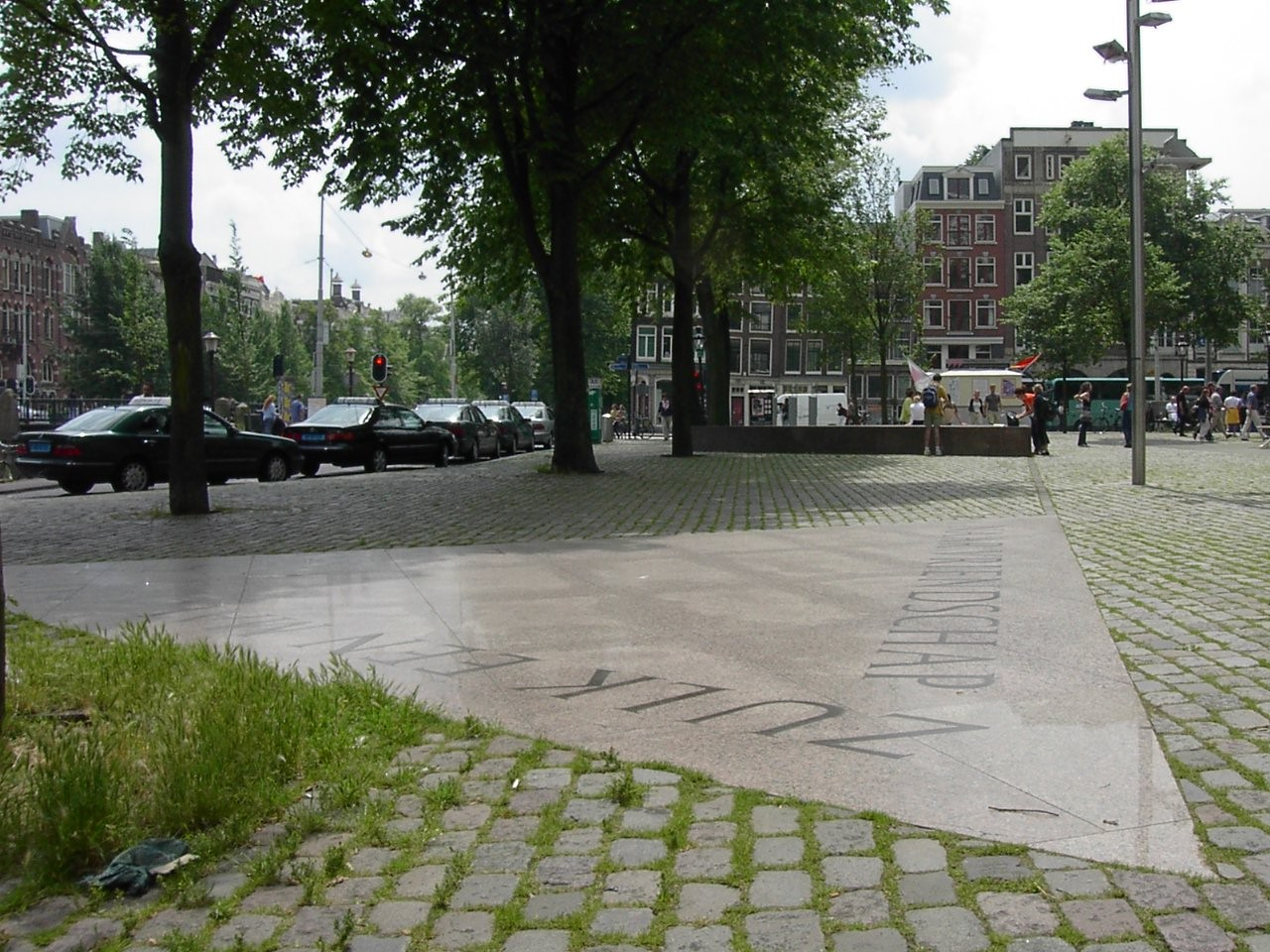
Minnesmärke i Amsterdam över de homosexuella offren.

Efter kriget betalade den västtyska staten ut skadestånd till koncentrationslägeroffren och deras efterlevande, men hit räknades inte romer och inte heller homosexuella. Till skillnad från romer kunde homosexuella inte vända sig till myndigheterna för att begära hjälp, då homosexualitet fortfarande var kriminaliserat efter kriget.
Paragraf 175 i tyska brottsbalken fortsatte att gälla. 1957 avkriminaliserades homosexuella handlingar mellan män över 21 år i Östtyskland. Samma år, mer än tio år efter krigsslutet, beslutade den västtyska federala domstolen att den av nazisterna formulerade §175 inte stred mot den västtyska konstitutionen. Domstolen menade att homosexuella handlingar ”obestridligen sårar det tyska folkets moraliska känslor”. Inte förrän 1969 ändrades §175 så att homosexuella relationer mellan samtyckande vuxna män avkriminaliserades.
Men den västtyska regeringen höll fast vid sin ståndpunkt i skadeståndsfrågan. 1979 meddelar de: ”Enligt §1 i förbundslagen om skadestånd gäller, att den är offer för nationalsocialistisk förföljelse, som på grund av ras, tro eller världsåskådning förföljts av nationalsocialistiska våldsåtgärder. Detta är inte fallet med personer som satts i koncentrationsläger på grund av homosexualitet.” 
Först 1988 skapades en fond för alla de offer som tidigare inte kompenserats. Endast sju homosexuella före detta lägerfångar har sökt och fått skadestånd.

## Filmer
- Paragraph 175, dokumentär av Rob Epstein och Jeffrey Friedman, UK/DE/USA 2000.
- Aimee und Jaguar, av Max Färberböck, 1999. Tysk film baserad på en bok av Erica Fischer om en sann historia kring en judinnas och en ”arisk” hemmafrus kärlek i Berlin 1943.
- Un amour à taire (En kärlek i tystnad), av Christian Faure, 2005. Fransk TV-film om ett homosexuellt par i det av nazisterna ockuperade Frankrike.
- Cabaret, Bob Fosses film från 1972 baserad på Christopher Isherwoods bok om 1930-talets Berlin, Farväl till Berlin.